# Феодосия (имя)
Феодо́сия (др.-греч. Θεοδοσία- «Богом данная») — женское имя. Мужская форма: Феодосий.

## Именины
- Православные (даты даны по григорианскому календарю)[2]: 12 января, 31 января, 1 февраля, 2 апреля, 5 апреля, 16 апреля, 11 июня, 21 июля, 16 октября.

## Известные носители

### Святые
- Феодосия, мученица, память 8 июля (мать вмч. Прокопия)
- Феодосия, мученица, память 23 марта
- Феодосия, мученица, память 30 декабря
- Феодосия, мученица, память 3 октября
- Феодосия, мученица, память 19 января
- Феодосия, мученица, память 18 января
- Феодосия (Феодора) Амисийская (Понтийская), мученица, память 20 марта
- Феодосия Константинопольская, преподобномученица, дева, память 29 мая
- Феодосия Тирская, Кесарийская (Палестинская), мученица, дева, память 3 апреля, 29 мая

### Иные
- Феодосия Ивановна — дочь Ивана III, жена В. Д. Холмского
- Феодосия Фёдоровна (1592—1592) — умершая в младенчестве дочь Фёдора Иоанновича, последняя представительнца монаршего рода Рюриковичей
- Феодосия Морозова (урожд. Соковнина) (1632—1675) — святая русского старообрядчества
- Феодосия Ивановна — дочь Ивана V